# Burmasporum
Burmasporum – wymarły rodzaj chrząszczy z podrzędu Myxophaga i rodziny gałeczkowatych, obejmujący tylko jeden znany gatunek: Burmasporum rossi. Żył w cenomanie.

## Taksonomia
Rodzaj i gatunek typowy zostały opisane w 2009 roku przez Aleksandra Kirejczuka na łamach czasopisma „Denisia”. Opisu dokonano na podstawie pojedynczej inkluzji samicy w bursztynie birmańskim, pochodzącej z cenomanu w kredzie. Holotyp oznaczono numerem 19132 i zdeponowano w Muzeum Historii Naturalnej w Londynie.
Burmasporum został drugim opisanym rodzajem rodziny gałeczkowatych i stanowi jedyny ich takson znany z mezozoiku. Pozostałe gałeczkowate to współczesne gatunki zaliczane do rodzaju gałeczka (Sphaerius). Ogólnie cały podrząd Myxophaga jest w zapisie kopalnym słabo reprezentowany. Z mezozoiku znane są tylko Hydroscapha jeholensis, Leehermania prorova i trzy gatunki z rodzaju Lepicerus.

## Morfologia
Chrząszcz ten miał owalne w zarysie, wypukłe grzbietowo ciało o długości 0,8 mm, szerokości 0,5 mm i wysokości 0,4 mm. Oskórek był nagi, o ubarwieniu ciemnobrązowym do czarnego. Głowa była stosunkowo duża i trochę spłaszczona, większa i bardziej wydłużona niż u gałeczek. Oczy złożone były nieco wydłużone, nie zaś poprzeczne jak u gałeczek. Czułki wyróżniały się od tych u rodzaju gałeczka wydłużonym trzonkiem, drobnym członem trzecim i buławką złożoną z czterech luźno połączonych członów. Aparat gębowy miał odsłoniętą wargę górną, bardzo długie żuwaczki i dwukrotnie dłuższy niż szeroki człon końcowy głaszczków szczękowych. Ponad dwukrotnie szersze niż dłuższe przedplecze miało szeroko zaokrąglone kąty przednie i tylne. Kształt tarczki był niemal trójkątny. Długość przedpiersia wynosiła zaledwie ćwierć długości spodu głowy. Odnóża były dłuższe niż u gałeczek, miały uda porośnięte krótkimi szczecinkami i punktowane, zaś golenie pokryte wszędzie gęstym owłosieniem, a wzdłuż zewnętrznych krawędzi także ciemnobrązowymi szczecinkami. Odwłok był w połowie tak długi jak zapiersie i miał niemal trójkątne hypopygium o kanciastym szczycie.

## Paleoekologia
Owad ten współwystępował z wieloma innymi stawonogami. W tym samym okazie bursztynu co jego holotyp znajdują się także inkluzje Mantoblatta mira z nadrzędu Polyneoptera, Burmitembia venosa z grupy termitów oraz nieoznaczonego jeszcze gatunku kleszcza.